# Zapasy na Letnich Igrzyskach Olimpijskich 1968 – kategoria do 52 kg w stylu klasycznym
Zmagania mężczyzn do 52 kg to jedna z ośmiu męskich konkurencji w zapasach w stylu klasycznym rozgrywanych podczas Letnich Igrzysk Olimpijskich 1968. Pojedynki w tej kategorii wagowej odbyły się w dniach 23 – 26 października.
Punktacja opierała się na systemie "złych punktów karnych". Zwycięzca otrzymywał zero punktów za wygraną przez "tusz" (łopatki) lub dyskwalifikację; pół punktu za przewagę techniczną, a jeden za zwycięstwo na punkty. Dwa punkty przyznawano za remis, a dwa i pół za remis i pasywność. Za porażkę na punkty zawodnik otrzymywał trzy punkty. Przegrana przez przewagę techniczną skutkowała 3,5 punktami karnymi, a za łopatki lub dyskwalifikację przyznawano 4 punkty karne. Uzyskanie sześciu lub więcej punktów eliminowało zapaśnika z turnieju. Najlepsza trójka walczyła w rundzie finałowej.

## Klasyfikacja[1]
| Pozycja | Nazwisko               | Kraj              |
| ------- | ---------------------- | ----------------- |
| 1       | Petyr Kirow            | Bułgaria          |
| 2       | Władimir Bakulin       | ZSRR              |
| 3       | Miroslav Zeman         | Czechosłowacja    |
| 4       | Imre Alker             | Węgry             |
| 5       | Rolf Lacour            | RFN               |
| 6       | Jussi Vesterinen       | Finlandia         |
| 7       | Enrique Jiménez        | Meksyk            |
| 8       | Sin Sang-sik           | Korea Południowa  |
| 8       | Metin Çıkmaz           | Turcja            |
| 10      | Ahmed Chahrour         | Syria             |
| 10      | Domenico Centurioni    | Włochy            |
| 12      | Alex Børger            | Dania             |
| 12      | Boško Marinko          | Jugosławia        |
| 12      | Gheorghe Stoiciu       | Rumunia           |
| 12      | Vasilios Ganotis       | Grecja            |
| 16      | Mundżid Muhammad Salim | Egipt             |
| 17      | Jan Michalik           | Polska            |
| 17      | Rich Tamble            | Stany Zjednoczone |
| 17      | Muhammad Karmus        | Maroko            |
| 17      | Sudesh Kumar           | Indie             |
| 21      | Leonel Duarte          | Portugalia        |
| 22      | Gustavo Ramírez        | Gwatemala         |
| 22      | Shūichi Ishiguro       | Japonia           |
| 24      | André Gaudinot         | Francja           |

## Wyniki

### Pierwsza runda[2]
| Zwycięzca        | Punkty karne | Wynik           | Przegrany              | Punkty karne |
| ---------------- | ------------ | --------------- | ---------------------- | ------------ |
| Ahmed Chahrour   | 2            | Remis           | Mundżid Muhammad Salim | 2            |
| Miroslav Zeman   | 0            | Łopatki         | Leonel Duarte          | 4            |
| Sin Sang-sik     | 1            | Na punkty       | Alex Børger            | 3            |
| Enrique Jiménez  | 0            | Dyskwalifikacja | Gustavo Ramírez        | 4            |
| Imre Alker       | 2,5          | Remis           | Rolf Lacour            | 2,5          |
| Sudesh Kumar     | 2            | Remis           | Muhammad Karmus        | 2            |
| Boško Marinko    | 1            | Na punkty       | André Gaudinot         | 3            |
| Gheorghe Stoiciu | 1            | Na punkty       | Jan Michalik           | 3            |
| Jussi Vesterinen | 0            | Dyskwalifikacja | Shūichi Ishiguro       | 4            |
| Vasilios Ganotis | 1            | Na punkty       | Domenico Centurioni    | 3            |
| Petyr Kirow      | 1            | Na punkty       | Metin Çıkmaz           | 3            |
| Władimir Bakulin | 1            | Na punkty       | Rich Tamble            | 3            |

### Druga runda[3]
| Zwycięzca           | Punkty karne | Wynik           | Przegrany              | Punkty karne |
| ------------------- | ------------ | --------------- | ---------------------- | ------------ |
| Ahmed Chahrour      | 2,5          | Przewaga        | Leonel Duarte          | 7,5          |
| Miroslav Zeman      | 1            | Na punkty       | Mundżid Muhammad Salim | 5            |
| Alex Børger         | 5            | Remis           | Enrique Jiménez        | 2            |
| Sin Sang-sik        | 3            | Łopatki         | Gustavo Ramírez        | 8            |
| Imre Alker          | 2,5          | Łopatki         | Sudesh Kumar           | 6            |
| Rolf Lacour         | 2,5          | Dyskwalifikacja | Muhammad Karmus        | 6            |
| Boško Marinko       | 3,5          | Remis           | Gheorghe Stoiciu       | 3,5          |
| Jussi Vesterinen    | 1            | Na punkty       | Jan Michalik           | 6            |
| Domenico Centurioni | 3            | Łopatki         | Shūichi Ishiguro       | 8            |
| Petyr Kirow         | 2            | Na punkty       | Vasilios Ganotis       | 4            |
| Metin Çıkmaz        | 4            | Na punkty       | Rich Tamble            | 6            |
| Władimir Bakulin    | 1            | Bez walki       |                        |              |
|                     |              | Wycofał się     | André Gaudinot         | -            |

### Trzecia runda[4]
| Zwycięzca        | Punkty karne | Wynik           | Przegrany              | Punkty karne |
| ---------------- | ------------ | --------------- | ---------------------- | ------------ |
| Władimir Bakulin | 1            | Dyskwalifikacja | Ahmed Chahrour         | 6,5          |
| Miroslav Zeman   | 1            | Łopatki         | Alex Børger            | 9            |
| Enrique Jiménez  | 3            | Na punkty       | Sin Sang-sik           | 4            |
| Imre Alker       | 3,5          | Na punkty       | Boško Marinko          | 6,5          |
| Rolf Lacour      | 2,5          | Łopatki         | Gheorghe Stoiciu       | 7,5          |
| Jussi Vesterinen | 2            | Na punkty       | Vasilios Ganotis       | 7            |
| Petyr Kirow      | 3            | Na punkty       | Domenico Centurioni    | 6            |
| Metin Çıkmaz     | 4            | Rezygnacja      | Mundżid Muhammad Salim | -            |

### Czwarta runda[5]
| Zwycięzca        | Punkty karne | Wynik     | Przegrany        | Punkty karne |
| ---------------- | ------------ | --------- | ---------------- | ------------ |
| Władimir Bakulin | 2            | Na punkty | Metin Çıkmaz     | 7            |
| Miroslav Zeman   | 2            | Na punkty | Sin Sang-sik     | 7            |
| Imre Alker       | 4,5          | Na punkty | Enrique Jiménez  | 6            |
| Rolf Lacour      | 5            | Remis     | Jussi Vesterinen | 4,5          |
| Petyr Kirow      | 3            | Bez walki |                  |              |

### Piąta runda[6]
| Zwycięzca   | Punkty karne | Wynik     | Przegrany        | Punkty karne |
| ----------- | ------------ | --------- | ---------------- | ------------ |
| Petyr Kirow | 4            | Na punkty | Władimir Bakulin | 5            |
| Rolf Lacour | 6            | Na punkty | Miroslav Zeman   | 5            |
| Imre Alker  | 5,5          | Na punkty | Jussi Vesterinen | 7,5          |

### Runda finałowa[7]
| Zwycięzca        | Punkty karne | Wynik     | Przegrany      | Punkty karne |
| ---------------- | ------------ | --------- | -------------- | ------------ |
| Petyr Kirow      | 5            | Na punkty | Miroslav Zeman | 8            |
| Władimir Bakulin | 6            | Na punkty | Imre Alker     | 9,5          |